# Bălești, Vrancea
Bălești este satul de reședință al comunei cu același nume din județul Vrancea, Muntenia, România. Se află în partea de sud a județului, în Câmpia Râmnicului. La recensământul din 2002 avea o populație de 2182 locuitori.